# Strażnica KOP „Zielona I”

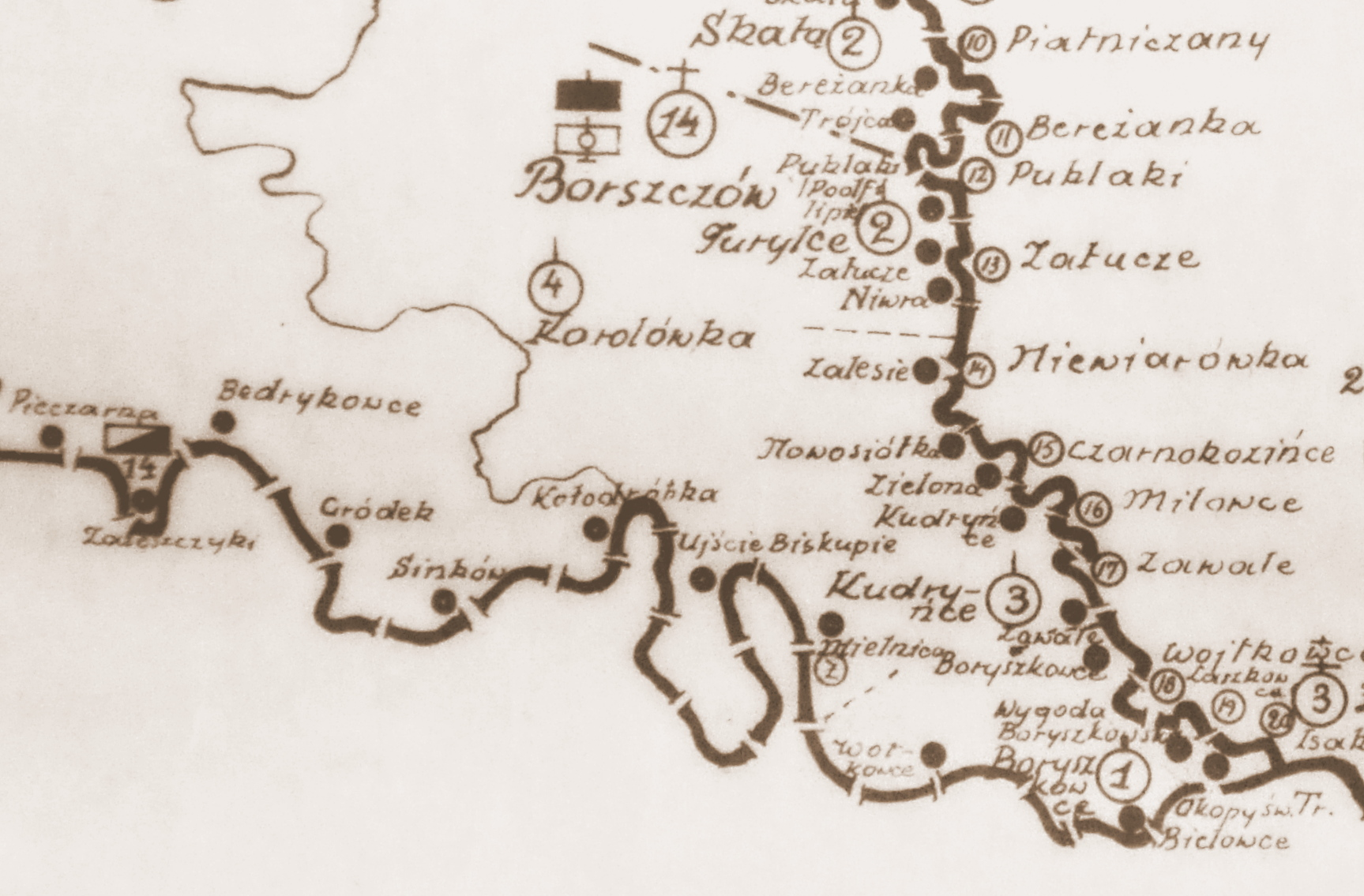
Rozmieszczenie batalionu KOP „Borszczów” w 1931

Strażnica KOP „Zielona I” – zasadnicza jednostka organizacyjna Korpusu Ochrony Pogranicza pełniąca służbę ochronną na granicy polsko-sowieckiej.

## Formowanie i zmiany organizacyjne
W 1925 w składzie 4 Brygady Ochrony Pogranicza, został sformowany 14 batalion graniczny. W 1928 w skład batalionu wchodziło 12 strażnic. W latach 1928–1939 w strukturze organizacyjnej 3 kompanii granicznej KOP „Kudryńce” funkcjonowała strażnica KOP „Zielona I” . Strażnica liczyła około 18 żołnierzy i rozmieszczona była przy linii granicznej z zadaniem bezpośredniej ochrony granicy państwowej.
W 1932 obsada strażnicy zakwaterowana była w budynku prywatnym. Strażnicę z macierzystą kompanią łączyła droga polna długości 6 km.

## Służba graniczna
Podstawową jednostką taktyczną Korpusu Ochrony Pogranicza przeznaczoną do pełnienia służby ochronnej był batalion graniczny. Odcinek batalionu dzielił się na pododcinki kompanii, a te z kolei na pododcinki strażnic, które były „zasadniczymi jednostkami pełniącymi służbę ochronną”, w sile półplutonu. Służba ochronna pełniona była systemem zmiennym, polegającym na stałym patrolowaniu strefy nadgranicznej, wystawianiu posterunków alarmowych, obserwacyjnych i kontrolnych stałych, patrolowaniu i organizowaniu zasadzek w miejscach rozpoznanych jako niebezpieczne, kontrolowaniu dokumentów i zatrzymywaniu osób podejrzanych, a także utrzymywaniu ścisłej łączności między oddziałami i władzami administracyjnymi.
Strażnica KOP „Zielona” w 1932 ochraniała pododcinek granicy państwowej szerokości 8 kilometrów 100 metrów od słupa granicznego nr 2214 do 2230, a w 1938 pododcinek szerokości 11 kilometrów 500 metrów od słupa granicznego nr 2202 do 2230.
Sąsiednie strażnice:
- strażnica KOP „Nowosiółka” ⇔ strażnica KOP „Kudryńce” – 1928[2], 1929[3], 1931[4] , 1932[12], 1934[6]
- strażnica KOP „Zalesie I” ⇔ strażnica KOP „Kudryńce” – 1938[7]